# Robyn Woodhouse
Robyn Woodhouse, född 26 juli 1943, är en friidrottare från Australien. Hon deltog vid olympiska sommarspelen 1964.